# Замок Прадо

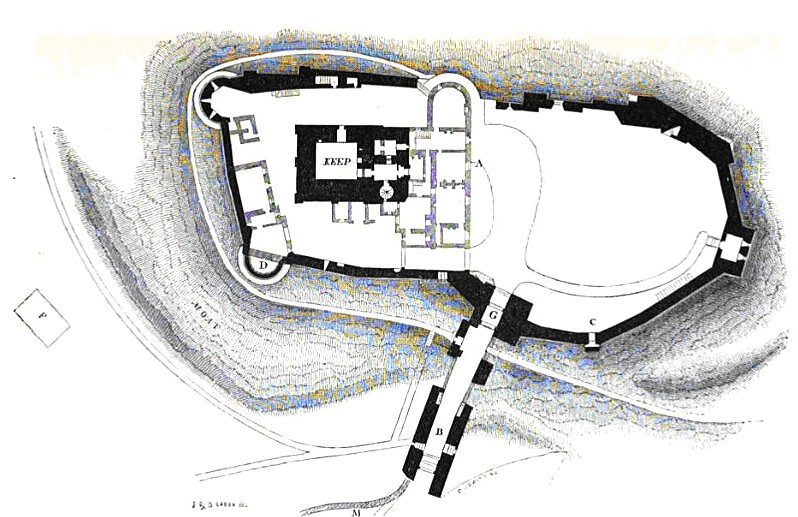
План замку Прадо

Замок Прадо (англ. Prudhoe Castle) — замок, розташований на півночі Англії в графстві Нортумберленд на південному березі річки Тайн.

## Історія замку

### Умфравілі
У 1100 року король Генріх I подарував Роберту Умфравілю баронство Прадо. Його онук Одінель II побудував в 1161-1182 роках на місці давнього дерев'яного укріплення кам'яний замок. Одінель присягнув на вірність англійському королю Генріху II, в результаті чого Вільгельм Лев двічі облягав Прадо в 1173 і 1174 роках — обидва рази безуспішно. В кінцевому підсумку Одінель і його військо полонили шотландського короля неподалік від Алніку, де Вільгельм був змушений підписати Фалезську угоду, визнаючи таким чином Генріха як правителя Шотландії. 

### Персі, графи Нортумберлендські
У 1381 Гілберт, 3-й барон Прадо, помер не залишивши спадкоємця. Рід д'Амфревіллей перервався. Вдова Гілберта вийшла заміж за Генрі Персі, графа Нортумберлендського. Після її смерті в 1398 році замок повністю перейшов у власність родини Персі. 

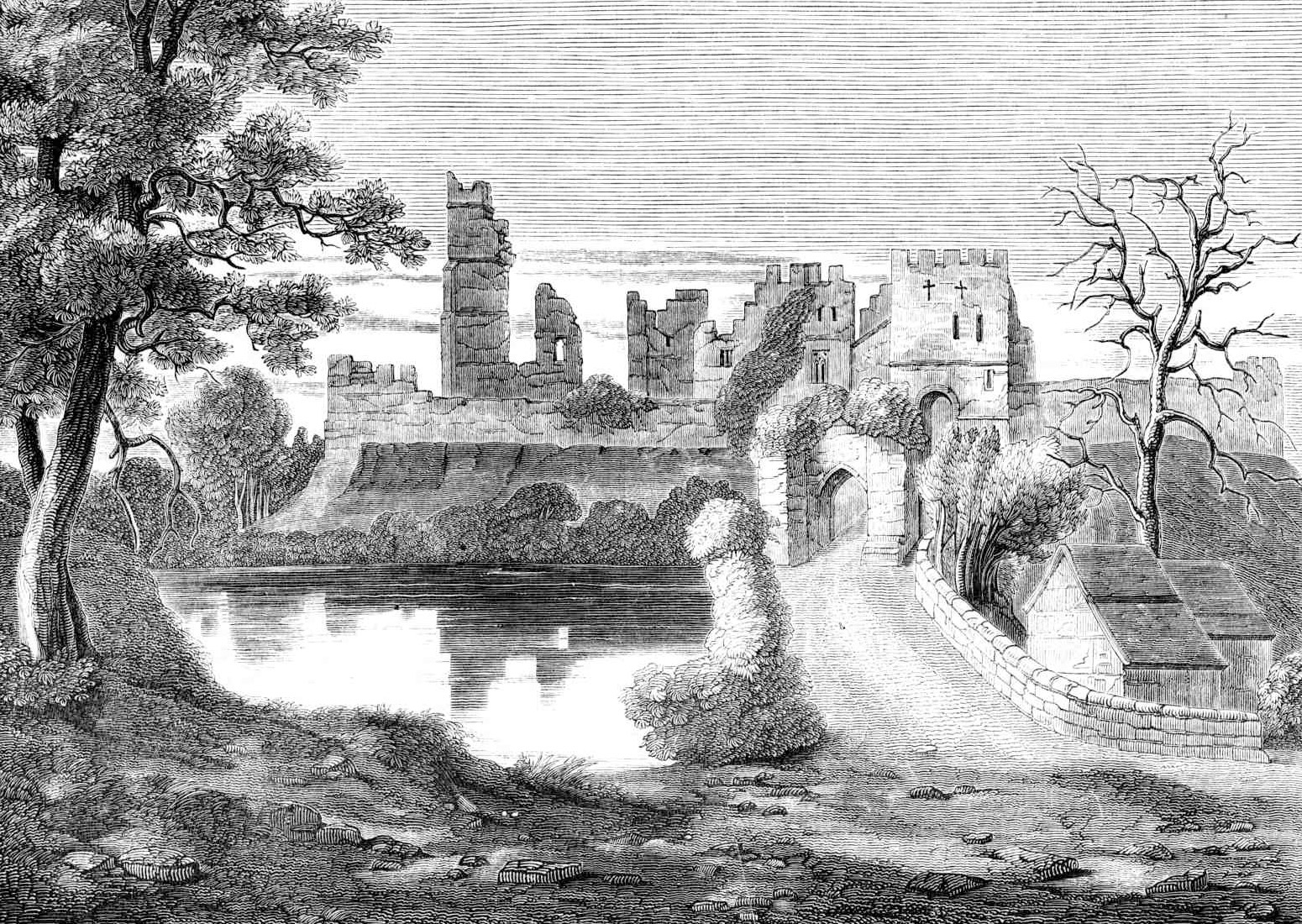
Прадо на гравюрі XIX століття

У 1405 році Генріх IV осадив і завоював Прадо, який розділив таким чином долю замків Варкворт і Алнік. Родині Персі вдалося повернути замок лише через 65 років. Протягом наступних століть Прадо поступово прийшов в запустіння; багато його частини обвалилися. У 1808-1818 роках Х'ю Персі, 2-й герцог Нортумберлендський, частково відреставрував замок, відновивши зовнішню стіну і головну вежу. 